# Nephthea tongaensis
Nephthea tongaensis är en korallart som beskrevs av Kükenthal 1903. Nephthea tongaensis ingår i släktet Nephthea och familjen Nephtheidae. Inga underarter finns listade i Catalogue of Life.